# Pica d'Estats
La Pica d'Estats (del francés: Pique d'Estats) es una de las montañas  más altas de la cordillera de los Pirineos, la número 13. Tiene una altitud de 3143 metros y se encuentra en la frontera entre España y Francia. También es el pico más alto de Cataluña.

## Localización y descripción

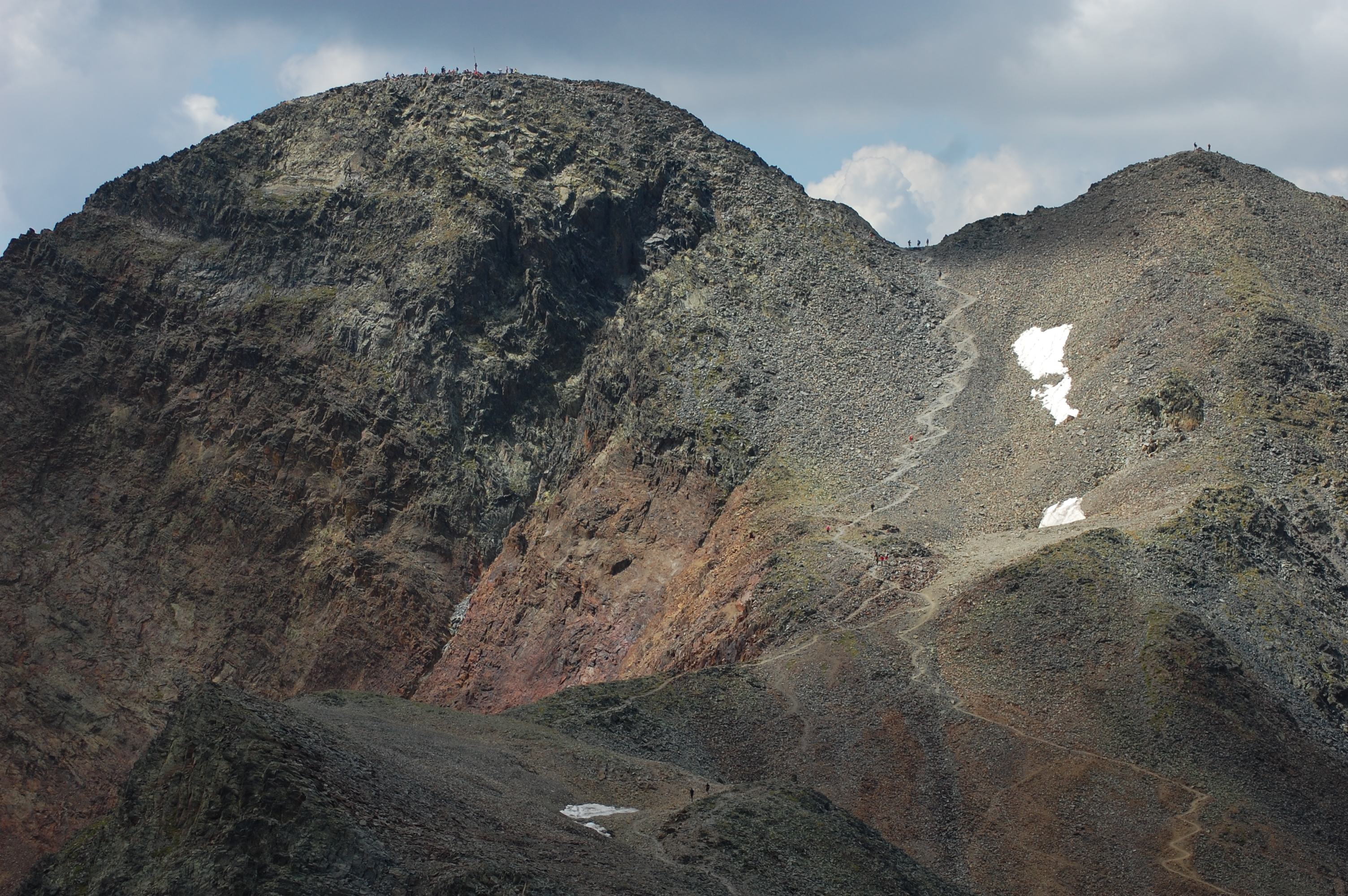
Vista desde la cima de la Pica d'Estats.

Se encuentra entre la comarca del Pallars Sobirá y el departamento francés de Ariège, situada al final de la Vall Ferrera y de la ribera de Sotllo. Está ubicado en el Macizo de Montcalm, al sur de Auzat y con vistas al alto Valle de Vicdessos. Está formado por tres picos, poco separados el uno del otro: el pico central -el más alto- (3143 m), el pico occidental o pico Verdaguer (3131 m) y el pico oriental o punta Gabarró (3115 m), que es el vértice geodésico. La cadena coincide exactamente con la frontera de Occitania perteneciente a Francia, con una orientación general que va de norte, noroeste a sureste.

## Rutas de acceso
Las rutas de acceso más habituales son:
- Vertiente Sur: Acceso desde Areu por el Refugio de la Vall Ferrera, pasando por el Port de Sotllo. Son unas 6-7 horas para unos 1500 metros de desnivel. Sube por el refugio de Vall Ferrera y la Coma d’Estats. Una vez se llega al Port de Sotllo (2894 m) hay que pasar al lado francés descendiendo unos metros hasta casi llegar al estany de la Cometa (2786 m) para remontar de nuevo y subir al coll de Riufret (2978 m). La subida a la cumbre se hace por su vertiente norte. No tiene dificultades técnicas especiales. Puede accederse directamente por la cresta en la llamada via Gabarro

- Vertiente Norte: Acceso desde Marc por el Refugio de Pinet, pasando por el Coll de Riufred. La subida es de unos 2000 metros de desnivel. El camino está bien señalizado con hitos y marcas amarillas. Se tarda unas tres horas para subir al refugio desde el aparcamiento y casi cuatro horas para subir a la Pica d’Estats desde el refugio. La subida al refugio es bastante empinada con una pendiente muy regular y acentuada. La zona de bosque termina a unos 1650 metros justo al llegar a la cabaña. Desde el refugio el camino supera una primera pendiente para continuar luego a media montaña hasta encontrar el Étang de Montcalm. El Étang d’Estats queda en el fondo del valle y no se llega en ningún momento cerca de su orilla: se ve desde arriba. Una vez se supera el Étang de Montcalm se pasa por un grupo de pequeños “étangs” que nos conducirán sin pérdida hasta el collado que separa el Montcalm de la Pica d’Estats. Una vez en la cresta se puede acceder fácilmente a los diferentes picos realmente sin dificultad de ninguna clase. No tiene unas dificultades técnicas especiales.

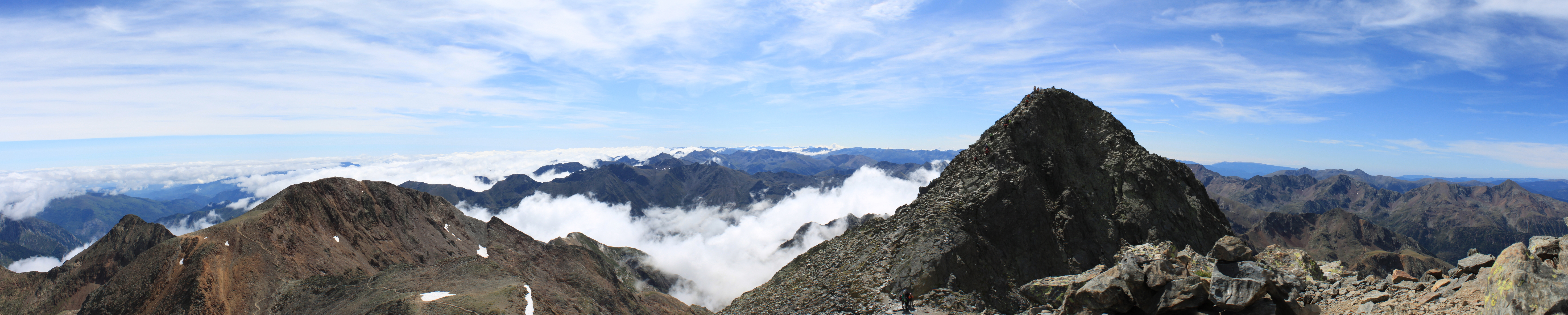
Panorámica de la Pica d'Estats desde la base del Pic Verdaguer